# Franc Stegenšek
Franc Stegenšek (tudi Fran Stegenšek), slovenski pravnik in ekonomist, * 24. januar 1889, Drožanje, Avstro-Ogrska, † 6. junij 1969, Beograd, SFRJ.

## Življenje in delo
Franc Stegenšek se je kot prvorojenec rodil v Drožanju pri Sevnici tamkajšnjima posestnikoma Martinu Stegenšku in Mariji rojeni Gabrič, ki sta imela kasneje še 7 otrok. Kljub temu, da je bila kmetija velika, so zmogli poslati na študij samo Franca. Osnovno šolo je obiskoval v Sevnici, nato pa osemletno klasično gimnazijo v Mariboru, ki jo je zaključil leta 1908. Na materino željo se je vpisal na Bogoslovno semenišče v Mariboru, kjer ga je na poklic duhovnika pripravljal njegov bratranec Avguštin Stegenšek.
Konec septembra 1909. leta, ko je bil Franc še doma v Drožanju na počitnicah, je njegova mama zbolela za pljučnico, kar je bilo tiste čase nevarno. Franc jo je z vozom odpeljal v bolnišnico, kjer je še isto noč umrla in je ostala pokopana v Krškem. Doma je poleg Franca zapustila še pet nedoraslih otrok, ki so čez tri leta dobili mačeho. Ker se Franc ni čutil poklicanega za bogoslovno službo, se je tudi ob Avguštinovi podpori prepisal na študij prava na Karlovo univerzo v Pragi.
Diplomiral je leta 1914, dve leti kasneje pa promoviral še doktorat. V letih 1920 do 1929 je služboval pri delegaciji ministrstva za finance v Ljubljani. 
Poročil se je z Nežiko Gregorič iz Kostanjevice na Krki (1885-1954), s katero sta leta 1927 dobila sina Miroslava. Ko je bila leta 1929 ustanovljena Kraljevina Jugoslavija, so ga kot predstavnika Slovenije za eno leto poslali v Beograd, kamor se je malo kasneje, ko so mu podaljašali mandat, preselila cela družina. V Slovenijo se je družina vračala na obiske, le sin Miroslav je preživljal počitnice pri starih starših, tako v Kostanjevici kot v Komarivcu pri Blanci. Žena mu je leta 1954 umrla za rakom, tako da mu je prišla gospodinjit nečakinja Marija Kozinc, vrstnica njegovega sina Miroslava, ki je kasneje napravil akademsko kariero na Agronomski fakulteti v Beogradu. V Beogradu je Franc služboval v letih 1929 do 1945 kot višji svetnik na jugoslovanskem finančnem ministrstvu, od 1945 do upokojitve pa kot višji finančni referent ministrstva za finance LR Srbije. Z razširjeno družino je vse do smrti leta 1969 živel v naselju Savski venac. Pokopan je na Topčiderskemu pokopališču v Beogradu, v družinskem grobu s slovenskim napisom.
Franc Stegenšek je sodeloval pri pisanju davčnih in carinskih predpisov ter v zvezi s tem napisal nekaj strokovnih člankov in drugih objav: 
- Zakon o taksah in pristojbinah, pregledan in s pojasnili izpopolnjen; Ljubljana 1926.
- Nekaj prispevkov za revizijo zakona o taksah in pristojbinah (SP 1927, pril. »Notarski vestnik«., 1–29);
- K reviziji zakona o civilnih uradnikih in ostalih drž. uslužbencih (NG 1927, št. 35; 1928, št. 2–5)
- Propisi o naslednim i darovnim taksama. Beograd 1937, Štamparija Skerlić.

Za slovenske bralce je prevedel nekaj sestavkov Zlata zrna uspeha na temo moči volje, uspeha in pozitivnega razmišljanja (avtor: Orison Swett Marden).